# Happy Go Lucky! ドキドキ!プリキュア/この空の向こう
「Happy Go Lucky! ドキドキ!プリキュア/この空の向こう」（ハッピーゴーラッキー! ドキドキ!プリキュア/このそらのむこう）は、黒沢ともよ/吉田仁美のシングル。2013年3月6日にマーベラスAQLから発売された。

## 概要
テレビアニメ『ドキドキ!プリキュア』の主題歌を収録したスプリット・シングル。オープニングテーマの「Happy Go Lucky! ドキドキ!プリキュア」は黒沢ともよが、エンディングテーマの「この空の向こう」は吉田仁美が歌唱を担当している。
前作同様DVD付属盤と通常盤の2種類が発売されており、DVD付属盤にはオープニングとエンディングのノンテロップムービーが収録されている。エンディング「この空の向こう」の振り付けはMIKIKOが担当している。また、初回限定封入特典としてデータカードダスプリキュアオールスターズ「ピンクフリルのハッピードレス」が用意された。CDジャケットには、通常版は私服姿の4人のプリキュアが、DVD付属盤には4人のプリキュアと4匹の妖精が、それぞれプリントされている。

## 収録曲

### CD
1. Happy Go Lucky! ドキドキ!プリキュア [3:22] 
歌：黒沢ともよ
作詞：藤林聖子、作曲：清岡千穂、編曲：池田大介
歌唱を担当した黒沢は、小学1年生当時シリーズ第1作の『ふたりはプリキュア』を見ており、今回歌うことになった感激ぶりをTwitterやインタビューにて表している[1][2]。歌については、主題歌や一人の歌手として歌うことは初めてだったものの、これまで主題歌を歌った池田彩や工藤真由のように明るく元気の良い雰囲気を出していこうと思い、レコーディング時にも「元気にやって欲しい」と言われたので、その点を心がけたという[2]。
  - テレビアニメ『ドキドキ!プリキュア』オープニングテーマ
2. この空の向こう [3:45]  
歌：吉田仁美
作詞：利根川貴之、作曲：Dr.Usui、編曲：Dr.Usui・利根川貴之
吉田は前作『スマイルプリキュア!』から続く起用となる。吉田はこの曲について「歌詞も曲も可愛らしい中に温かみのある作品をいただき、歌詞を見た時に初めて泣くという経験をした。『プリキュア』らしい真っ直ぐな想いがありながら、それでいて可愛らしさと芯の強さを忘れない楽曲」と語っている[2]。
  - テレビアニメ『ドキドキ!プリキュア』エンディングテーマ
3. Happy Go Lucky! ドキドキ!プリキュア（オリジナル・メロディー入り・カラオケ） [3:24]
CD+DVD盤はオリジナル・メロディー入り・カラオケ、通常盤はオリジナル・カラオケという仕様になっている。
4. この空の向こう（オリジナル・メロディー入り・カラオケ） [3:44]
CD+DVD盤はオリジナル・メロディー入り・カラオケ、通常盤はオリジナル・カラオケという仕様になっている。

### DVD（CD+DVD盤のみ同梱）
1. オープニング「Happy Go Lucky! ドキドキ!プリキュア」ノンテロップムービー映像
2. エンディング「この空の向こう」ノンテロップムービー映像